# Jan Dismas Zelenka
Jan Dismas Zelenka, češki baročni skladatelj, * 1679, Louňovice pod Blaníkem, Češka, † 23. december 1745, Dresden.

## Opus-izbor
Skladbe so označene s kratico ZWV (Zelenka Werk Verzeichniss)
- Šest trio sonat (št. 1, 2, 4, 5 in 6 so komponirane za 2 oboi, fagot in basso continuo, pri št. 3 drugo oboo zamenja violina; vse označene z ZWV 181)
- različna instrumentalna dela (ZWV 182 - ZWV 190)
- Lamentationes Jeremiae Prophetae (Tožbe preroka Jeremije)
- Die Responsorien zum Karfreitag
- več kot 20 maš (ZWV 1 - ZWV 21), nekatere so izgubljene, več posameznih mašnih stavkov. Missa Purificationis, Missa Sanctissimae Trinitatis, Missa Votiva, Missa Dei Patris, Missa Dei Filii in Missa Omnium Sanctorum (ZWV 16 - ZWV 21) veljajo za njegova najboljša dela
- 10 litanij, med katerimi sta dve skladbi imenovani Litaniae Lauretanae (ZWV 151 in ZWV 152)
- štirje rekvijemi (med katerimi je eden - ZWV 45 - Zelenki le pripisan)
- 53 psalmov, nekateri izgubljeni
- Sub olea pacis et palma virtutis - Melodrama de St. Wenceslao
- I Penitentai al Sepolero del Redentore - oratorij
- Il serpente di bronzo - oratorij